# Der Tiger vom Kwai
Der Tiger vom Kwai (Originaltitel: La tigre venuta dal fiume Kwai) ist ein 1973 entstandener Italowestern mit Elementen des Martial-Arts-Films, den Franco Lattanzi mit minimalem Budget inszenierte. Der Videotitel des am auch in Italien erst 1975 aufgeführten, am 7. November 1975 erstmals im deutschen Sprachraum in die Kinos gebrachten Films lautet Der Regulator.

## Handlung
Der thailändische Agent Tiger geht nach Amerika, um die Asche eines verstorbenen Texaners zu dessen Angehörigen zu bringen. Daneben hat er auch ein paar wertvolle Gegenstände bei sich – ein juwelenbesetzter Elefant ragt heraus –, hinter denen bald einige Gauner her sind. Auch der chinesische Kneipenbesitzer Won Lun ist in der Gegend und wird mit dem Thai verwechselt. Bei den bald gemeinsamen Kämpfen wird Tiger verletzt; die Banditen unter Führung von Jack Mason foltern eine Familie, die den Aufenthaltsort der Asiaten kennt. Sie sind bei einer reizenden Dame Mary untergekommen. Jacks Bande fällt in der nahegelegenen Siedlung ein, deren Sheriff sich nach Kräften wehrt. Tiger kann die Asche des Verstorbenen Mary, die sich als dessen Verwandte entpuppt, übergeben, gerät dann jedoch in eine Falle, aus der er nur erneut verletzt entkommen kann. Won Lun hilft erneut, kann jedoch eine Entführung Marys durch die Bande nicht verhindern. Während Tiger zum Schein auf einen Handel eingeht, befreit der korrupte Deputy die gefangenen übrigen Bandenmitglieder und tötet den Sheriff. An der mexikanischen Grenze treffen alle aufeinander. Tiger und Won Lun können die Banditen beseitigen und Mary befreien, die den Elefanten bekommt, bevor Tiger wieder nach Thailand geht.

## Kritik
Einer der schlechtesten Italowestern, urteilen alle Kritiker: „Schlampig inszenierter, rundum primitiver Italowestern.“; die Kampfszenen seien „aus der untersten Schublade“, der Film biete „ungeschmälertes Grauen“ und sei „nicht ansehbar.“